# Jackson (Me First and the Gimme Gimmes)
Jackson è il dodicesimo singolo della cover band statunitense Me First and the Gimme Gimmes, pubblicato dalla Jade Tree Records il 26 agosto 2003.
Questo singolo è composto dalle cover di due brani di Michael Jackson ed è stato pubblicato in un totale di 5,000 copie.

## Tracce
1. Ben – 2:00
2. I'll Be There – 2:08

## Formazione
- Spike Slawson - voce
- Joey Cape - chitarra
- Chris Shiflett - chitarra
- Fat Mike - basso, voce
- Dave Raun - batteria